# برون‌بال‌داران
برون‌بال‌داران (نام علمی: Exopterygota) نام یک فراراسته از فرورده نوبالان است.